# Lijnbaansbrug
De Lijnbaansbrug (brug 10) is een vaste brug in Amsterdam-Centrum. De brug verbindt de Lijnbaanssteeg met de zuidelijke kade van de Blauwburgwal en overspant daarbij de Singel.
Hier ligt al eeuwen een brug. De brug is ingetekend op de kaart van Pieter Bast daterend van 1599. Daar ligt de brug in de Lijnbaan Steech naar de Blaeuwe Burchwal. Ook Balthasar Florisz. van Berckenrode met zijn kaart van een kwart eeuw later heeft de brug ingetekend. Reinier Vinkeles heeft de brug in 1785 in een tekening vastgelegd. De moderne geschiedenis van de brug begint in 1883, wanneer een vaste brug alleen op  paalfundering is neergezet ter vervanging van een ophaalbrug. Deze brug begon in 1962 tekenen van achteruitgang te vertonen, waarbij in de landhoofden scheuren ontstonden. De brugpijlers stonden ook niet meer recht vanwege de vele aanvaringen waaronder ze te lijden hadden en het wegdek voldeed niet meer aan de eisen. De gemeente maakte een budget vrij van 398.000 gulden om de brug tevens de verbreden van 5,40 naar 9 meter. De werkzaamheden duurden tot minstens 1964, getuige een foto in het Algemeen Handelsblad, die toonde dat een dragline inclusief de platte schuit waarop zij stond in de Singel was gezonken. Amsterdam liet destijds zijn bruggen nog ontwerpen door de Dienst der Publieke Werken waar Dick Slebos en Dirk Sterenberg de meeste bruggen ontwierpen. Deze brug is echter ontworpen door Cornelis Johannes Henke (paraaf CJH). De brug ligt enigszins scheef over het water. De brug wordt aan vier zijden omringd door allerlei gemeentelijke of rijksmonument. Zelf is ze daarvoor dus te jong.  
De brug is net als de Lijnbaanssteeg vernoemd naar de lijnbanen van de touwslagerijen, die hier lagen toen de omgeving buiten de Singel (toen stadsgrens) nog een soort industrieterrein was. De brug ligt niet in de buurt van de Lijnbaansgracht, vernoemd naar dezelfde industrie, maar eeuwen later en op een geheel andere plaats. 

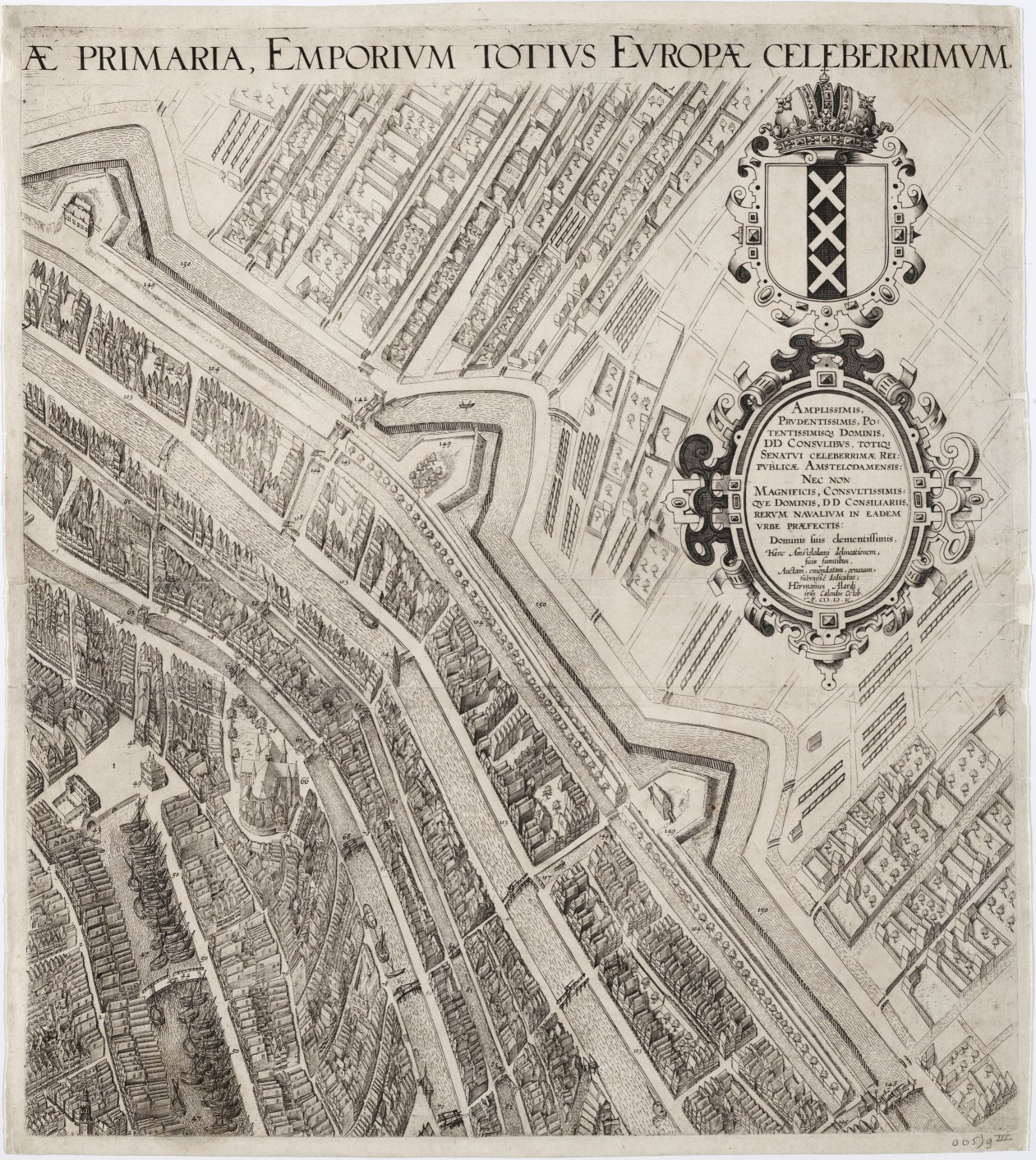
Kaart van Pieter Bast; de brug bij de eerste schans van onderen
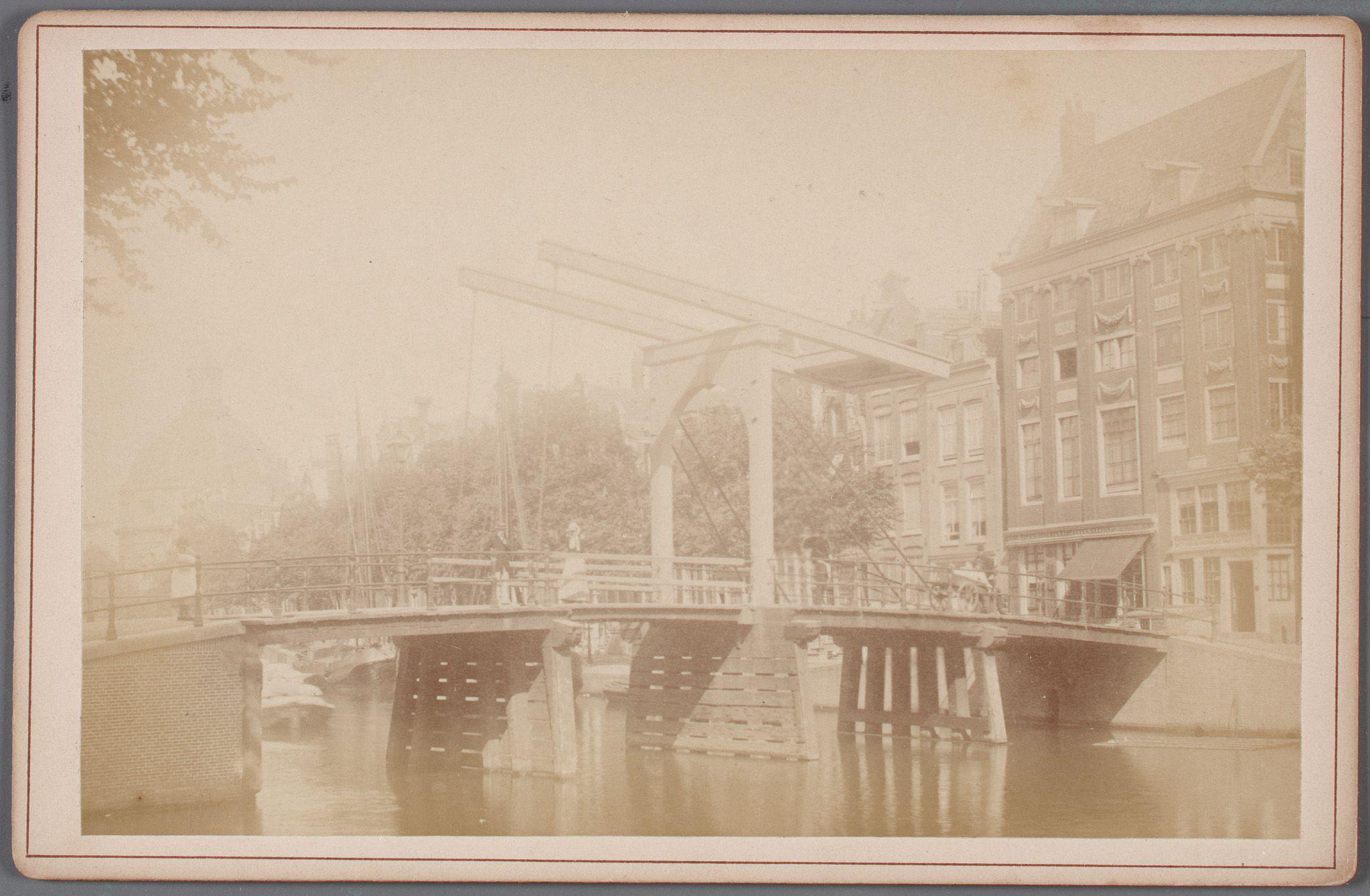
De ophaalbrug voor de nieuwe uit 1883
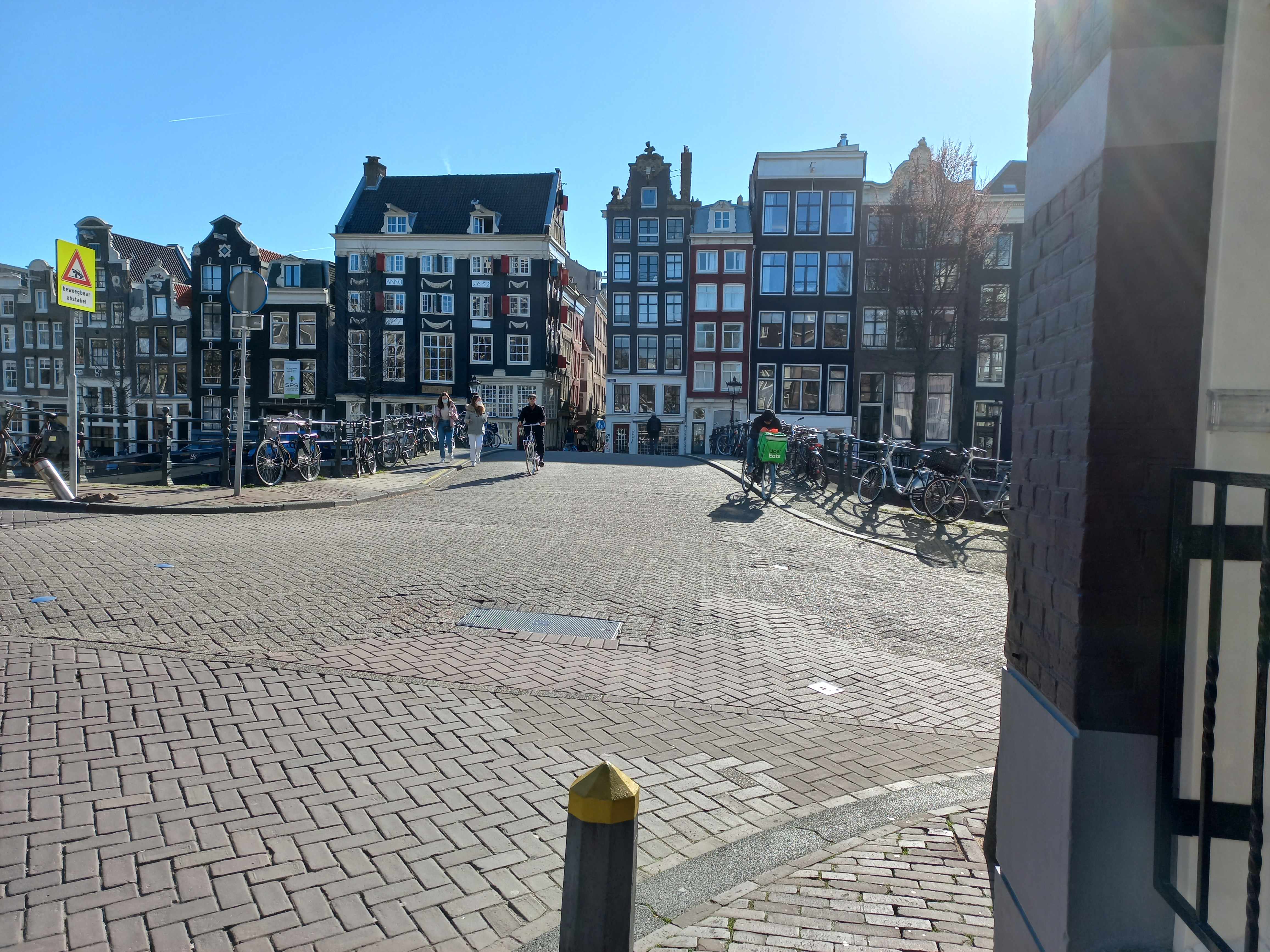
Lijnbaansbrug richting Lijnbaanssteeg (maart 2022)

1 · 2 · 3 · 4 · 5 · 6 · 7 · 8 · 9 · 10 · 11 · 12 · 13 · 14 · 15 · 16 · 17 · 18 · 19 · 20 · 21 · 22 · 23 · 24 · 25 · 26 · 27 · 28 · 29 · 30 · 31 · 32 · 34 · 35 · 36 · 37 · 38 · 39 · 40 · 41 · 42 · 43 · 44 · 45 · 46 · 47 · 48 · 49 · 50 · 51 · 52 · 53 · 54 · 55 · 56 · 57 · 58 · 59 · 60 · 61 · 62 · 63 · 64 · 65 · 66 · 67 · 68 · 69 · 70 · 71 · 72 · 73 · 74 · 75 · 76 · 77 · 78 · 79 · 80 · 81 · 82 · 84 · 85 · 86 · 87 · 88 · 89 · 90 · 91 · 92 · 93 · 94 · 95 · 96 · 97 · 98 · 99 · >>>
Brugnummers 33 en 83 zijn niet (meer) vergeven